# Challenger de Winnetka 2015
El torneo Nielsen Pro Tennis Championships 2015 es un torneo profesional de tenis. Pertenece al ATP Challenger Series 2015. Se disputará su 24ª edición sobre superficie dura, en Winnetka, Estados Unidos entre el 6 al el 11 de julio de 2015.

## Jugadores participantes del cuadro de individuales
| Favorito | País                      | Jugador          | Rank1 | Posición en el torneo |
| -------- | ------------------------- | ---------------- | ----- | --------------------- |
| 1        | Bandera de Japón          | Tatsuma Ito      | 100   | Primera ronda         |
| 2        | Bandera de Ucrania        | Illya Marchenko  | 103   | Segunda ronda         |
| 3        | Bandera de Eslovenia      | Blaž Kavčič      | 107   | Segunda ronda         |
| 4        | Bandera de Estados Unidos | Austin Krajicek  | 116   | Segunda ronda         |
| 5        | Bandera de Estados Unidos | Ryan Harrison    | 129   | Semifinales           |
| 6        | Bandera de Japón          | Yūichi Sugita    | 149   | Baja                  |
| 7        | Bandera de la India       | Somdev Devvarman | 173   | CAMPEÓN               |
| 8        | Bandera de Estados Unidos | Connor Smith     | 206   | Primera ronda         |

- 1 Se ha tomado en cuenta el ranking del 29 de junio de 2015.

### Otros participantes
Los siguientes jugadores recibieron una invitación (wild card), por lo tanto ingresan directamente al cuadro principal (WC):
- Stefan Kozlov
- Tom Fawcett
- Jared Hiltzik
- Mackenzie McDonald

Los siguientes jugadores ingresan al cuadro principal tras disputar el cuadro clasificatorio (Q):
- Dennis Nevolo
- Marcos Giron
- Andrew Whittington
- Nicolas Meister

## Campeones

### Individual Masculino
- Somdev Devvarman derrotó en la final a  Daniel Nguyen, 7–5, 4–6, 7–6(5)

### Dobles Masculino
- Johan Brunström /  Nicholas Monroe derrotaron en la final a  Sekou Bangoura /  Frank Dancevic, 4–6, 6–3, [10–8]